# SSADM
L'SSADM, acronimo di "Structured Systems Analysis and Design Method", è un approccio sistematico all'analisi ed alla progettazione di un sistema informativo. È stato introdotto dal governo del Regno Unito a partire dal 1980 per fornire uno standard nella progettazione dei sistemi informativi, in modo particolare nell'ambito dell'e-government.

## Panoramica
Il SSADM è un modello a cascata per l'analisi e la progettazione dei sistemi informativi. Esso rappresenta uno degli esempi di massimo rigore nella produzione di documentazione relativa alla progettazione dei sistemi informativi, in antitesi con il modello RAD, acronimo di "Rapid Application Development", che si concentra maggiormente sulla fase implementativa piuttosto che su quella di rigorosa progettazione.

## In Italia
Non esistendo uno standard nazionale in questo settore, l'approccio SSADM viene spesso utilizzato anche in Italia per stilare progetti di sistemi informativi, specialmente nel settore dell'e-government dove la partecipazione ai bandi di gara impone la produzione di documentazione particolarmente rigorosa.